# Phanerotoma circumscripta
Phanerotoma circumscripta är en stekelart som beskrevs av Herbert Zettel 1989. Phanerotoma circumscripta ingår i släktet Phanerotoma och familjen bracksteklar. Inga underarter finns listade i Catalogue of Life.